# العمارة الإترورية

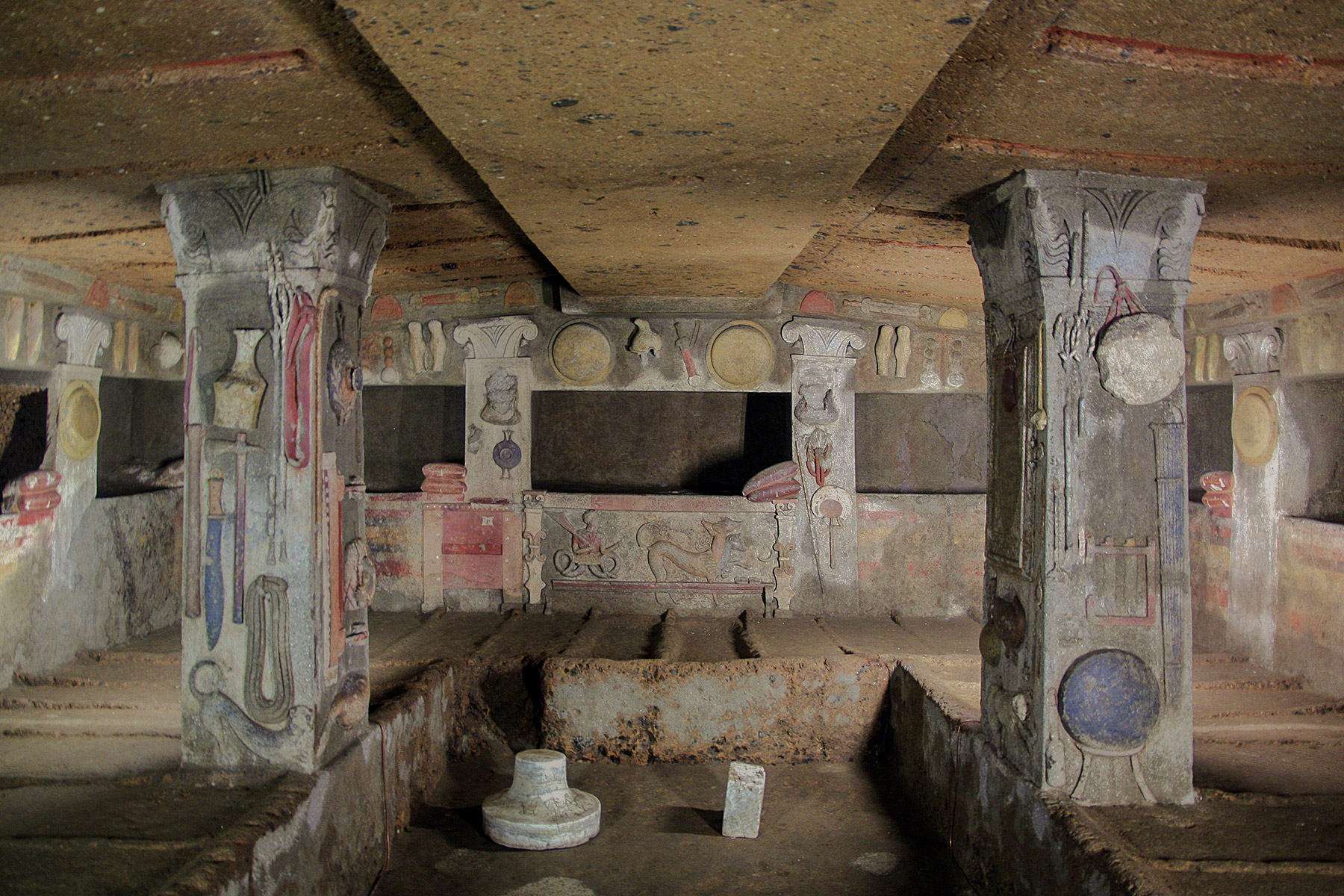

أُنشئت العمارة الإترورية بين نحو 900 قبل الميلاد و27 قبل الميلاد، عندما استوعبت حضارة روما القديمة -التي توسعت في النهاية- الحضارة الإترورية. كان الالإترورييون بناة مهمين استخدموا مواد مثل الحجر والخشب وغيرها لبناء المعابد والمنازل والمقابر وأسوار المدينة. تُعد المقابر والجدران الهياكل الوحيدة التي نجا منها أعداد كبيرة حافظت على حالتها الأصلية، إلا أن علم الآثار ومصادر أخرى غيره مكنتنا من الحصول على قدر كبير من المعلومات حول ما كان موجودًا ذات يوم.
تأثرت الهندسة المعمارية الإترورية كثيرًا بالعمارة اليونانية التي تطورت بحد ذاتها في نفس الفترة منذ نحو عام 630 قبل الميلاد. أثرت العمارة الإترورية بدورها على العمارة الرومانية التي اعتُبرت في قرونها الأولى مجرد تباين إقليمي للعمارة الإترورية. اهتم الرومان بالطرز اليونانية مباشرةً وعلى نحو متزايد منذ نحو عام 200 قبل الميلاد، بينما احتفظوا في بعض الأحيان بالأشكال والغايات الإترورية لمبانيهم.
تُدرج الأشكال المعمارية الإترورية الضخمة الناجية بترتيب تنازلي وهي: منازل النخبة من الأثرياء و«المجمعات الضخمة» الغامضة والمعابد وجدران المدينة والمقابر الصخرية. بُنيت الجدران والمقابر الصخرية من الحجر بشكل أساسي بصرف النظر عن منصات المعابد وبعض المؤسسات المنزلية، وهكذا نجت بأعداد كبيرة في كثير من الأحيان.

## المجمعات الضخمة
يُستخدم مصطلح «المجمع الضخم» أو المبنى لوصف بعض مجموعات المباني الكبيرة التي كشف عنها علم الآثار في وقت متأخر نسبيًا، ويعكس عدم اليقين حول وظيفتها. يُعتبر المبنيان الأثريان في بوجيو سيفيتيت والآخر في أكواروسا المثالان الرئيسان على هذا النوع من المجمعات ويعود تاريخهما إلى القرن السادس أو ما قبله. يحتوي كلا المبنيين على مجموعات من المباني تتجمع حول فناء، ويُستخدم الحجر في بنائها على الأقل في الأساسات وبلاطات السقف والتزيين المعماري الذي يستخدم الطين النضيج. يُعد حجمها استثنائيًا نسبة لتاريخها المبكر. قد تكون إحدى الوظائف الممكنة لهذين المبنيين هي المساكن الفخمة وهناك وظيفة أخرى هي المباني المدنية التي تعمل أماكن للجمعيات والاحتفالات في جوانب المجتمع المحلي. نجت الأساسات الحجرية وشظايا الخزف التي اكتشفتها الحفريات.

## الجدران والتحصينات
سوّرت المدن الإترورية التي غالبًا ما بُنيت على قمم التلال منذ القرن الخامس تقريبًا وكانت أسوارها مبنية من طوب اللبن في بادئ الأمر ثم من الحجارة غالبًا. عانت إيطاليا من الحروب المتكررة حتى قبل أن يبدأ الرومان بابتلاع الأراضي الإترورية، وبحلول الفترة اللاحقة كان هناك أعداء كلتيون في الشمال وروما التي توسعت باتجاه الجنوب. كان هناك دعامة أو متراس أو حفرة أو خندق أمام الجدران. كان للبلدات عدد من البوابات في مواقع دخول الطرق وتكون غالبًا بوابات مقوسة. أفضل من نجا منها هو بورتا مارزيا من القرن الثاني في بيروجيا، من نهاية هذه الفترة. ومثلما يحدث في كثير من الحالات، تنتمي الأعمال الناجية إلى الفترة القريبة من الاستيلاء الروماني وتبدو أنها تمثل التقاليد الإترورية. كان لفولتيرا في القرن الرابع جدارين يحيط الثاني منهما بالمدينة بأكملها.
كانت الأعمال الحجرية ذات جودة عالية باستخدام كتل مستطيلة منتظمة من الحجارة المنحوتة القاسية وأحيانًا أسلوب «سايكلوبيان» باستخدام كتل متعددة الأضلاع مصممة جزئيًا لتناسب بعضها بطريقة شبيهة إلى حد ما بطريقة بناء الإنكا المشهورة، وامتلأت الفجوات الباقية بالحجارة الأصغر حجمًا منها بكثير.